# Synode von Hippo
Die Synode von Hippo war ein Konzil, das in Hippo Regius am 8. Oktober 393 stattfand. Das Konzil wurde von zahlreichen Bischöfen besucht und beschloss eine Reihe von Kanones, deren bekanntester die Festlegung des biblischen Kanons betraf. Als eigentlicher Initiator gilt Augustinus, der spätere Bischof von Hippo.

## Überlieferung
Die Forschung geht davon aus, dass das Konzil zahlreiche Kanones beschloss, von denen 37 mindestens dem Inhalt nach rekonstruierbar sind. Zwei dieser Kanones sind durch ihre Bestätigung auf dem Konzil von Karthago (525) bekannt, fünf weitere aus einer einzelnen Handschrift; alle anderen sind nur in einer Kurzfassung im sogenannten Breviarium Hipponense überliefert, das in Vorbereitung auf die Dritte Synode von Karthago (397) kompiliert wurde. Diese und andere Synoden in Africa bestätigten die Beschlüsse und ergänzten sie, wobei nicht immer ganz klar ist, welche Beschlüsse schon 393 und welche erst später gefasst wurden. Die Einteilung und Nummerierung der Kanones schwankt in Handschriften und Drucken stark.

## Beschlüsse

### Biblischer Kanon
Der bekannteste Beschluss der Versammlung, überliefert als 36. Kanon des Breviarium Hipponense, betrifft den Kanon der biblischen Bücher. Zur Bibel gehören demnach die fünf Bücher Mose, das Buch Josua („Iesus Nave“), das Buch der Richter, das Buch Rut, die vier Königsbücher (Könige und Samuel), die zwei Bücher der Chroniken (Libri Paralipomenon), Ijob, das Buch der Psalmen, die „fünf Bücher Salomons“ (gemeint sind Buch der Sprichwörter, Kohelet, Hoheslied, Buch der Weisheit und Jesus Sirach), das „Buch der zwölf kleinen Propheten“, ferner Jesaja, Jeremia, Ezechiel, Daniel, das Buch Tobit, das Buch Judith, das Buch Esther, „zwei Bücher Esra“ (Esra und Nehemia) sowie „zwei Makkabäerbücher“ (1 Makk und 2 Makk). Als Bücher des Neuen Testaments werden in dieser Reihenfolge genannt die vier Evangelien (Matthäus, Markus, Lukas und Johannes), die Apostelgeschichte, vierzehn Paulusbriefe (also wohl einschließlich des Hebräerbriefes), zwei Petrusbriefe, drei Johannesbriefe, der Judasbrief, der Jakobusbrief und die Offenbarung des Johannes. Hinsichtlich der Bestätigung dieses Kanons, so beschloss die Synode weiter, sei die „Kirche jenseits des Meeres“, also wohl die römische Kirche, zu konsultieren. Der Kanon ist annähernd identisch mit dem, den die Dritte Synode von Karthago beschloss.

### Weitere Themen
Die Synode bestätigte des Weiteren das Bekenntnis von Nicäa und beschloss Kanones zu zahlreichen Themen (Weihen von Klerikern und geweihten Jungfrauen, Vorgehen bei Klagen gegen Geistliche, Ehe, Sexualität und Familienleben der Bischöfe und anderer Kleriker; Liturgie; Spendung der Taufe, Eucharistie, Buße; kirchliche Hierarchie und Gebrauch von Ehrentiteln wie princeps sacerdotum).

## Edition
- Charles Munier (Hrsg.): Concilia Africae a. 345–525 (= Corpus Christianorum, Series latina. Band 149). Brepols, Turnhout 1974, S. 20–44.